# Dambach (Teichl)
Dambach är ett vattendrag i Österrike.   Det ligger i förbundslandet Oberösterreich, i den centrala delen av landet, 160 km väster om huvudstaden Wien.
I omgivningarna runt Dambach växer i huvudsak blandskog. Runt Dambach är det ganska glesbefolkat, med 43 invånare per kvadratkilometer.